# Gruzínci
Gruzínci či Gruzíni (gruzínsky ქართველები) jsou v širším smyslu obyvatelé Gruzie, v užším pak kavkazský národ hovořící gruzínštinou, jazykem kartvelské jazykové skupiny, který používá gruzínské písmo.
Národ Gruzínů obývá především Gruzii, kde s 3,9 miliony příslušníků tvoří přibližně 84 % populace. Dále žije několik set tisíc Gruzínů ve východním Turecku, v Rusku a Íránu, desítky tisíc pak na Ukrajině, v USA a v zemích Evropské unie. Celkem se tedy populace Gruzínů pohybuje okolo 6 milionů. Většina Gruzínů se hlásí ke Gruzínské pravoslavné církvi.

## Osobnosti
Zakladatelem a prvním panovníkem starověkého království Kartli (jež Řekové a Římané nazývali Království Ibérie) byl Farnavaz I. V 5. století se stal gruzínským národním hrdinou v boji s perskými Sásánovci král Vachtang I. Gorgasali („Vlčí hlava“), dle tradice taktéž zakladatel dnešního hlavního města Tbilisi. Středověké Gruzínské království prožívalo největší rozkvět za vlády krále Davida IV. Obnovitele a královny Tamary Velké. Úspěšným vojevůdcem, politikem a diplomatem byl Giorgi Saakadze, zvaný Veliký mouravi (správce). Z gruzínského dynastického rodu Bagrationů pocházel Pjotr Ivanovič Bagration, carský důstojník, který se proslavil během napoleonských válek. V druhé polovině 19. století čelil ruskému útlaku populární národní obrozenec Ilja Čavčavadze, jenž byl po svém zavraždění dokonce svatořečen jako Svatý Ilja Spravedlivý.
Mezi historicky nejvýznamnější politické osobnosti je ovšem nutno zařadit ve světě zcela jistě nejznámější Gruzínce – sovětského vůdce Josifa Vissarionoviče Stalina, vl. jm. Džugašviliho, a jeho nejvlivnějšího policejního náčelníka Lavrentija Pavloviče Beriju. Významnou roli během revolučních událostí v Rusku v letech 1917 a 1918 sehrál menševický revolucionář, dočasně předseda Petrohradského sovětu, Nikolaj Čcheidze. Bravurními politickými schopnostmi vynikal poněkud kontroverzní Eduard Ševardnadze, v letech 1985 až 1990 ministr zahraničních věcí SSSR za éry Michaila Gorbačova a v letech 1995 až 2003 prezident Gruzie. Prvním demokraticky zvoleným prezidentem se stal vědec, spisovatel a někdejší disident a lidskoprávní aktivista Zviad Gamsachurdia. Jedním z vůdců národního hnutí byl disident, básník a hudebník Merab Kostava.
Největší věhlas v gruzínské literární tradici si získal legendární básník Šota Rustaveli, autor gruzínského národního eposu Muž v tygří kůži. Výraznými představiteli národního obrození, využívajícími lidový folklór, byli básníci Važa Pšavela a Akaki Cereteli, naopak západoevropské a romantické vlivy do gruzínské literatury vnášel básník Nikoloz Baratašvili, přezdívaný „gruzínský Byron“. Obětí stalinských čistek se stal Micheil Džavachišvili. Humorně laděné prózy z válečné i poválečné Gruzie psal Nodar Dumbadze, naproti tomu filozofující, mytologické romány vyšly z pera Othara Čiladzeho. Představitelem magického realismu byl básník a romanopisec Džemal Kharčchadze. V současnosti se prosazuje např. dramatik a romanopisec Micho Mosulišvili.
V oboru filmové režie nejvíce vynikli Tengiz Abuladze a Sergej Paradžanov, trpké komedie točil Georgij Danělija. Z výtvarníků dosáhl největšího ohlasu poněkud paradoxně představitel naivního umění Niko Pirosmani; z jeho autentického odkazu čerpal Lado Gudiašvili.
Zakladatelem gruzínské národní hudby a hudebních škol se stal Zakaria Paliašvili; motivy ze dvou jeho oper tvoří současnou gruzínskou hymnu. Ve světě je však zdaleka nejznámějším hudebním skladatelem Gija Kančeli, žijící od počátku 90. let 20. století v Belgii. Proslulou neoklasickou baletní školu v USA založil a vedl choreograf George Balanchine. Na poli populární hudby se nejvíce prosadila bluesová a folková zpěvačka Katie Melua, působící ve Velké Británii.
Významným raně křesťanským filozofem, představitelem křesťanského novoplatonismu byl Petr Iberský, jehož Gruzínská pravoslavná církev uznává jako světce. Tbiliská univerzita nese jméno historika a lingvisty Ivane Džavanišviliho, jenž se podílel na pokusech Gruzie získat nezávislost po první světové válce.
Gruzínci mají celou řadu výtečných sportovců a medailistů, především v bojových a silových sportech, např. vzpěrač Laša Talachadze, držitel světového a zároveň olympijského rekordu ve dvojboji. V současnosti je nejlépe hodnoceným fotbalistou Chviča Kvaracchelija, přezdívaný „Kvaradona“.